# Manteca (banda)
Manteca fue una banda española de fusión flamenca y World Music formada en 1996 en Madrid por Luis Cobo "Manglis". Manteca fue un proyecto musical con influencias muy diversas, de muchas partes del mundo, llegando a utilizar una gran variedad de músicas en sus temas, y llegando a tener cierta repercusión internacional.

## Historia
En 1996 Manglis funda el grupo Manteca, lo que se acabó convirtiendo en su proyecto más internacional, ya que fue distribuido por la editorial alemana Hammer Music, que llevó sus dos discos por toda Europa y gran parte del sureste asiático, logrando bastantes ventas y difusión. Este proyecto de World music reafirmaría, e incluso ampliaría, la peculiar fusión con una amplia gama de sonidos que caracteriza el estilo de composición que siempre ha tenido Manglis.
Las actuaciones más destacadas del grupo fueron la participación en La Noche Cool de Heineken junto a James Taylor Quartet en la Sala La Riviera, así como conciertos en la Sala Caracol, en la Fnac de Madrid, y una gira promovida por la Diputación de Granada en Motril, Loja, Santa Fé y Guadix.

## Influencias
Al ser un proyecto de World Music, es de esperar la gran multitud de influencias que caracterizan a este proyecto. Desde los estilos más usados por Manglis, como el rock, el blues, el funk o el jazz, estilos tradicionales como el flamenco y músicas importadas de otros rincones del mundo, como el reggae y la guajira en el caso de Latinoamérica, y la percusión hindú, hasta estilos más modernos como el trip-hop.

## Miembros
El proyecto de Manteca giraba siempre en torno a la figura de Manglis, pero colaboraron una gran cantidad de músicos en él, especialmente Javier Bonilla (voz), Jorge Pardo (saxo), Tito Duarte (percusión), José Luis Torres (teclados) y Jesús Arispont (bajo).

## Discografía
- Álbum: Pa' Darte Gloria (Fonomusic, 1996)
- Álbum: Bailando con Cabras (Fonomusic, 1998)